# Der Blaue Reiter

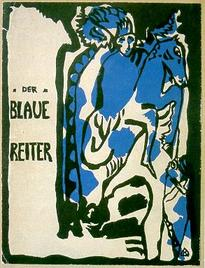
Fotografia reprezintă coperta unui exemplar al almanahului – Almanahul Der Blaue Reiter – coordonat și întreținut de cei doi artiști fondatori ai grupului.

Der Blaue Reiter (în română „Călărețul Albastru”) este numele unui grup de artiști expresioniști, preponderent pictori, de la începutul secolului al XX-lea grupați în München, Germania.
Der Blaue Reiter a fost alături de grupul Die Brücke („Podul”), cel de-al doilea grup expresionist german și în același timp, cea de-a doua direcție a expresionismului german din pictura secolului al XX-lea. 
Demn de remarcat, numele grupului provine de la o pictură omonimă de-a lui Vasili Kandinski (Der Blaue Reiter) refuzată la o expoziție, respectiv de la numele unui almanah (Almanahul Der Blaue Reiter) pe care doi dintre fondatorii grupului (Kandinsky si Franz Marc) l-au început ca și o colaborare în luna iulie a anului 1911.
În timp, cei doi artiști plastici avangardiști reușesc să organizeze și două expoziții sub aceeași denumire, expoziții ce susțineau îndrăzneala celor doi artiști, precum și a colegilor lor afiliați mișcării, de a reproduce lucrări ale unor pictori celebrii în noul lor stil expresionist.

## Fondare —1911
Der Blaue Reiter a fost înființat la München în anul 1911 de Vasili Kandinski, Franz Marc, August Macke, Alexej von Jawlensky, Marianne von Werefkin și alți artiști ca răspuns al respingerii picturii lui Kandinski Judecata de apoi de la prezentarea în expoziția organizată de Neue Künstlervereinigung München, un alt grup de artiști care l-a avut în componență pe Kandinsky.

## Fără manifesto
Artiștii grupării Der Blaue Reiter nu aveau un manifest clar exprimat, fiind de fapt grupați în jurul lui Kandinski și Marc, dar având și implicarea altor artiști ca Gabriele Münter și Paul Klee. Numele grupului vine de la o pictură a lui Kandinski și arată preferința sa și a lui Franz Marc pentru culoarea albastră, pentru cai și călăreți.
Preocupările pictorilor acestui grup s-au fixat asupra problemelor formei și asupra valorilor spiritului în artă, eliberarea de figurativ și recognoscibil. Pictura redă starea emoțională și estetică a artistului. Viziunile diferite ale artiștilor au dat la iveala orientarea estetică originală a celor doi mari teoreticieni: Kandinsky și Klee, orientarea colorismului oniric al lui Marc și Macke, precum și tendinta cromatismului fauve a lui Jawlensky.
Susțin teza libertății formei și expresiei în opoziție față de „frumosul convențional” prezentat de academism.
Primul Război Mondial a pus capăt activității acestui grup. Kandinsky și Klee s-au asimilat grupării Bauhaus.

## Galerie de imagini

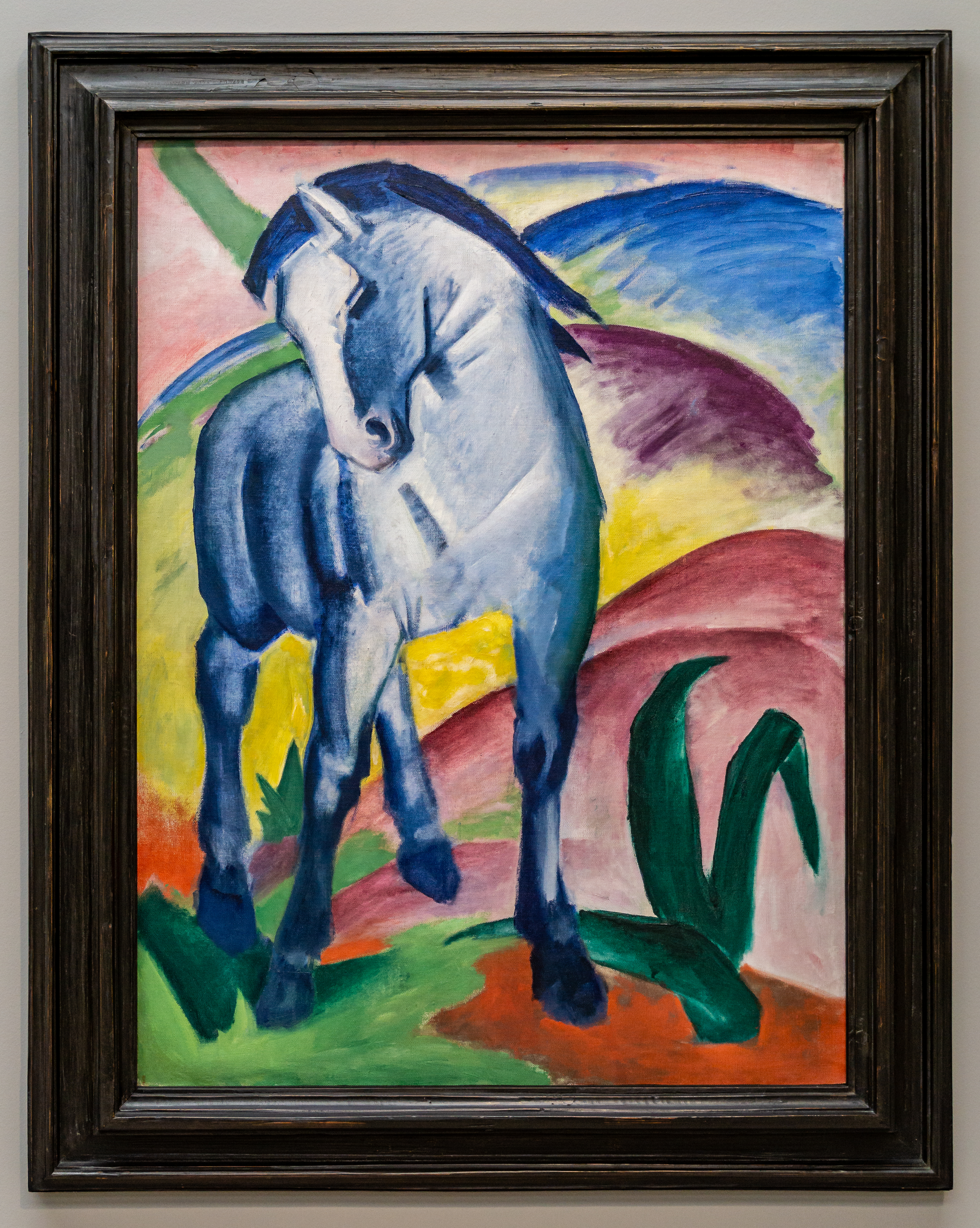
Cal albastru I de Franz Marc
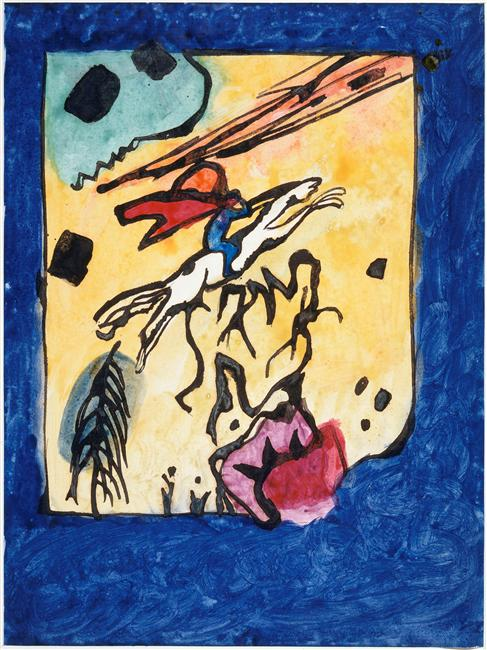
Vasili Kandinski – Studiu pentru coperta Almanahului Der Blaue Reiter
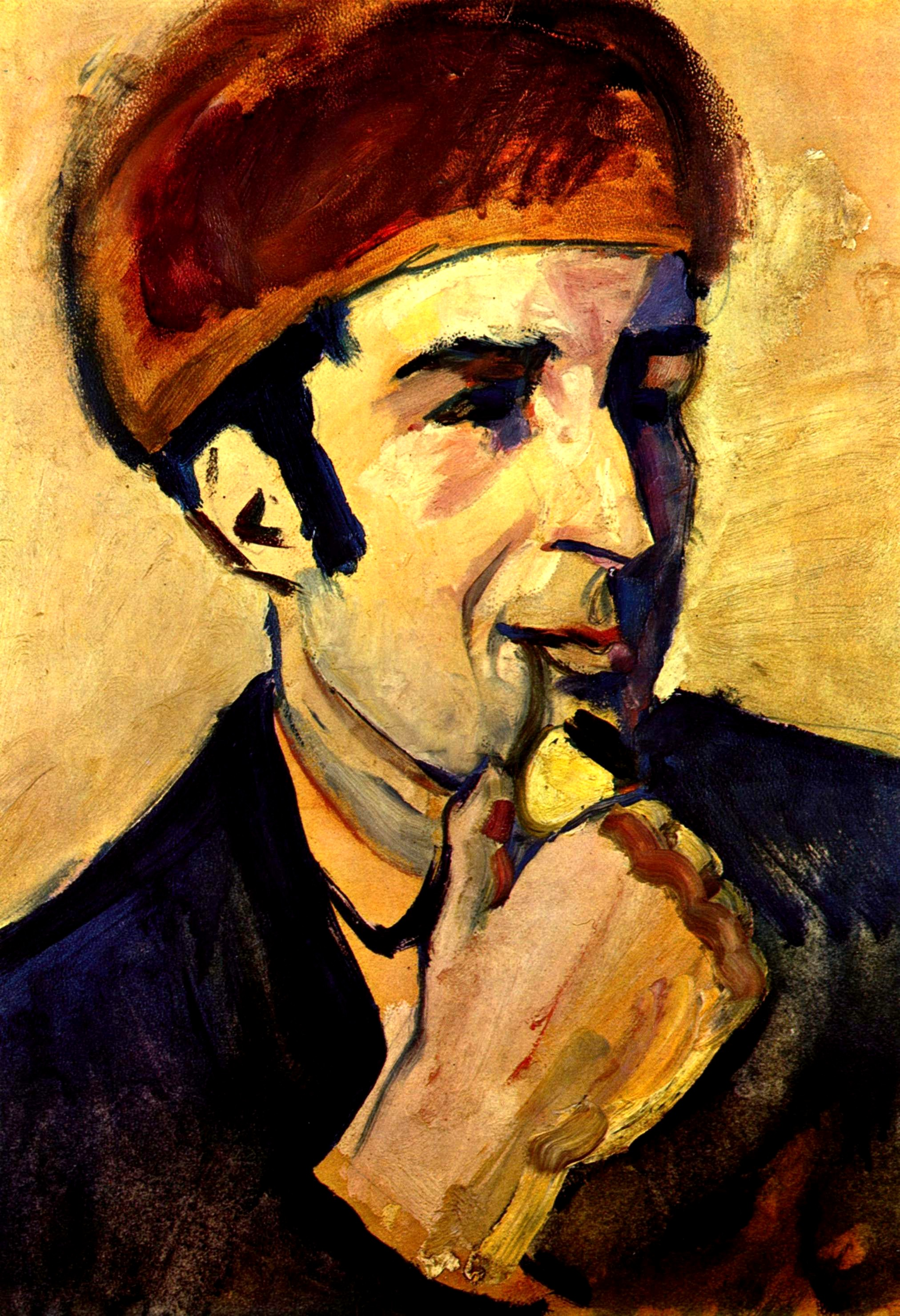
August Macke – Portretul lui Franz Marc (1910) — Portretul se află la Neue Nationalgalerie din Berlin
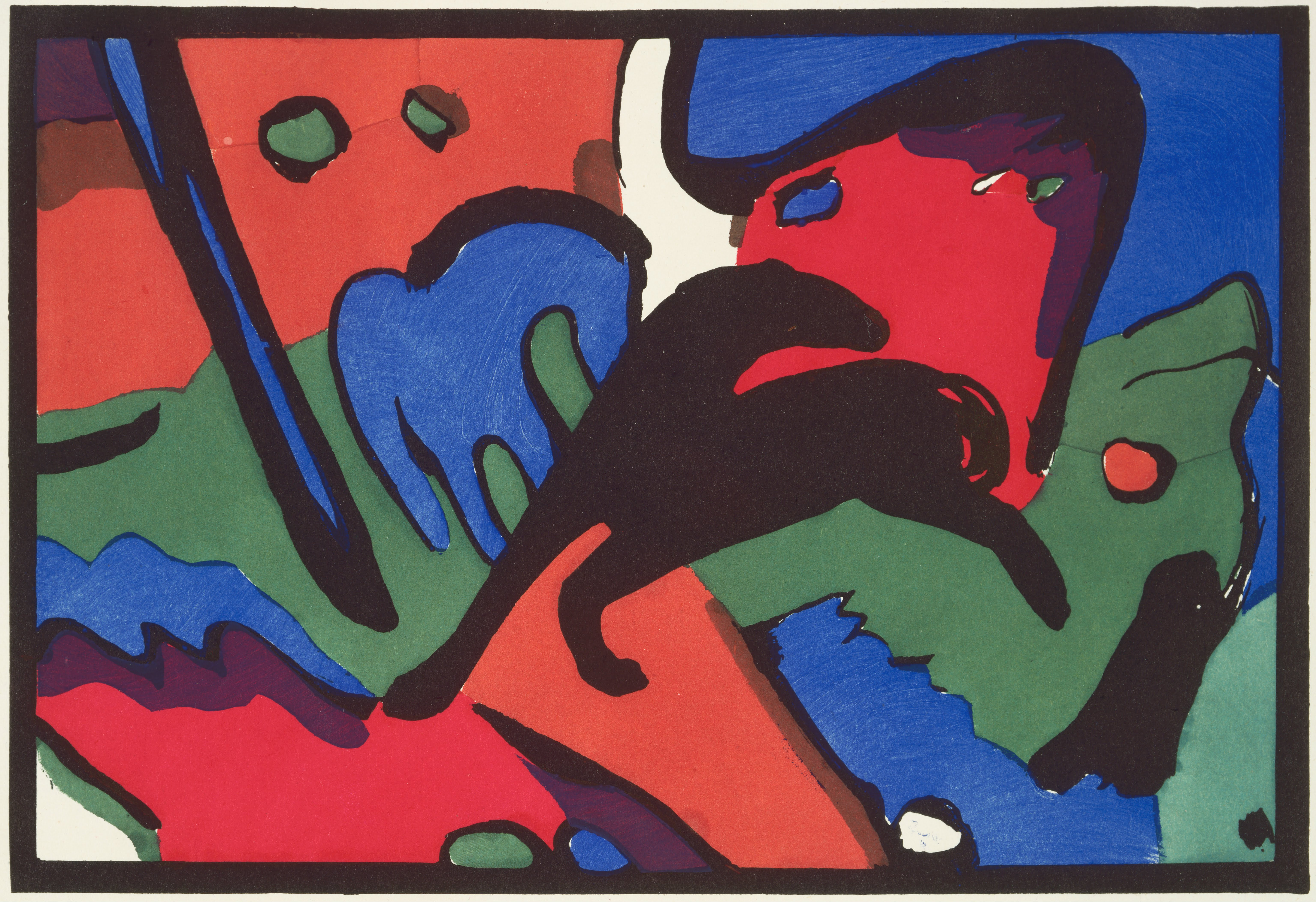
O ilustrație atribuită ambilor artiști vizuali fondatori, Kandinski și Marc
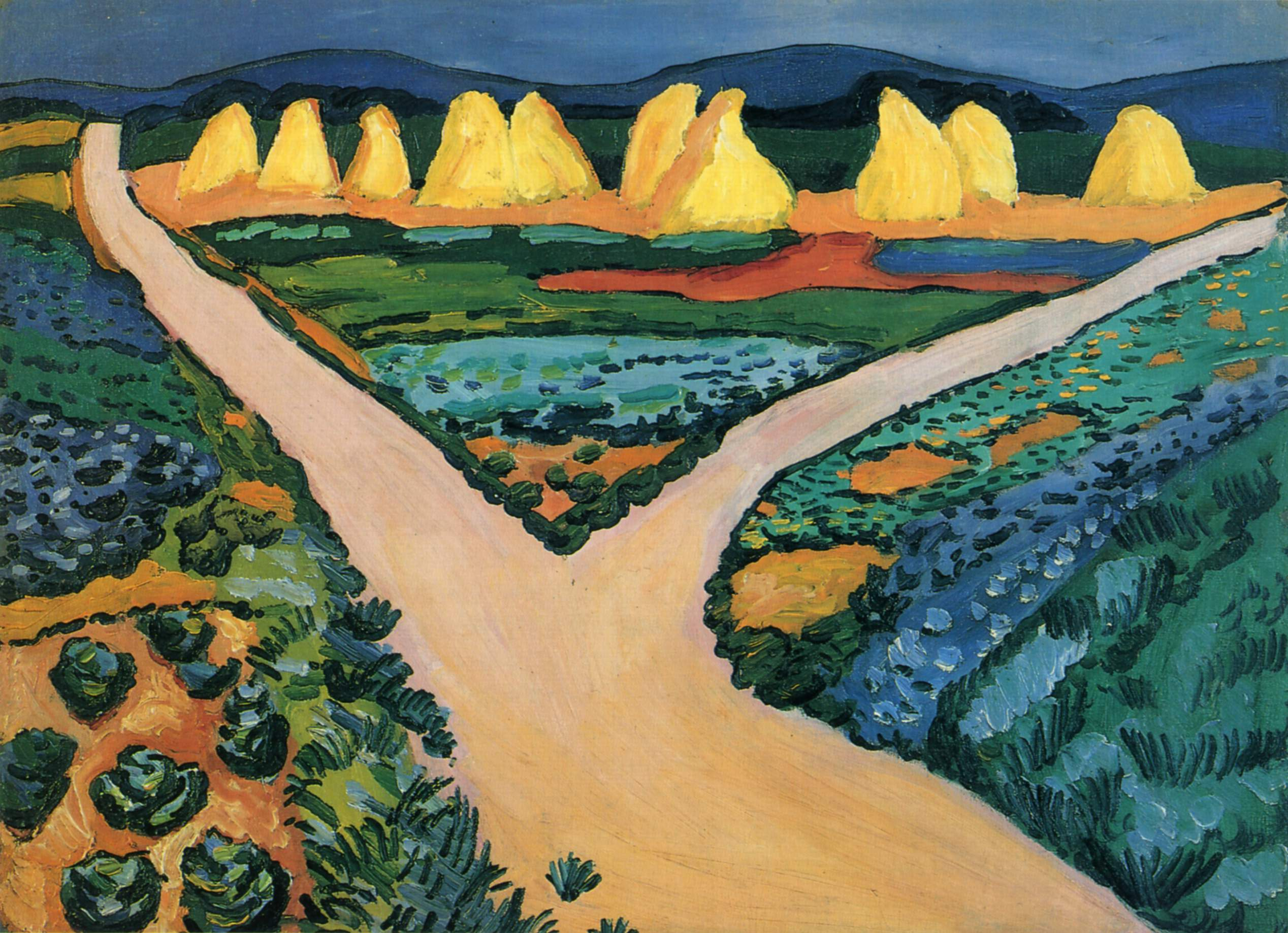
August Macke – Gemüsefelder – Câmpuri de legume (1911) — Tabloul se află la Muzeul de artă din Bonn
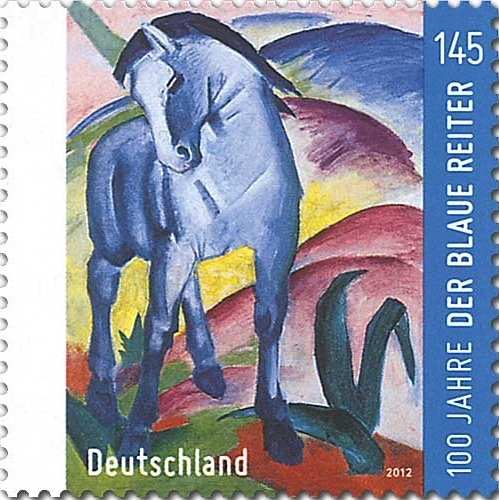
Poster comemorativ (2012), aflat la Galeria Municipală Lenbachhaus, din cartierul muzeal Kunstareal din München, comemorând 100 de ani de la inițierea mișcării artistice Der Blaue Reiter